# Straßenbahn Cap-Ferret
| |                     |                          |                          |
| Streckenlänge: | 2 km                |                          |                          |
| Spurweite: | 600 mm (Schmalspur) |                          |                          |
| Streckengeschwindigkeit: | 18 km/h             |                          |                          |
| |                     |                          |                          |
| \| \| \| Plage de l’horizon \| \| \| \| \| \| \| \| \| \| Station Europe \| \| \| \| \| \| \| \| \| \| Avenue des Genêtes \| \| \| \| \| Avenue des Ajoncs \| \| \| \| \| Dépot Avenue des Lauries \| \| \| \| \| Rue des Mimosas \| \| \| \| 0,0 \| Jetée de Bélisaire \| Jetée de Bélisaire \| |                     |                          |                          |
| Haltepunkt / Haltestelle Streckenanfang |                     | Plage de l’horizon       | Plage de l’horizon       |
| Strecke von links (außer Betrieb) · Abzweig geradeaus und ehemals nach rechts |                     |                          |                          |
| Haltepunkt / Haltestelle (Strecke außer Betrieb) · Strecke |                     | Station Europe           | Station Europe           |
| Strecke nach links (außer Betrieb) · Abzweig geradeaus und ehemals von rechts |                     |                          |                          |
| Haltepunkt / Haltestelle |                     | Avenue des Genêtes       | Avenue des Genêtes       |
| Haltepunkt / Haltestelle |                     | Avenue des Ajoncs        | Avenue des Ajoncs        |
| Abzweig geradeaus und von links · Betriebs-/Güterbahnhof Streckenende und quer |                     | Dépot Avenue des Lauries | Dépot Avenue des Lauries |
| Haltepunkt / Haltestelle |                     | Rue des Mimosas          | Rue des Mimosas          |
| Haltepunkt / Haltestelle Streckenende | 0,0                 | Jetée de Bélisaire       | Jetée de Bélisaire       |

Die Straßenbahn Cap-Ferret (französisch: Tramway du Cap-Ferret) ist eine schmalspurige Museumsbahn an der Südspitze von Lège-Cap-Ferret im Departement Gironde in Südfrankreich. Ursprünglich wurde sie als Pferdestraßenbahn eröffnet. Die heutige Strecke ist eingleisig, etwa 2 km lang und verbindet den Bootsanlegesteg (Jetée Bélisaire) im Osten der Halbinsel mit dem Strand an der Atlantikküste im Westen (Plage de l’horizon). Die Spurweite beträgt 600 mm, dort auch bezeichnet als Système Decauville, nach der in Frankreich bekannten Firma Decauville, einem Hersteller schmalspuriger Gleise und Schienenfahrzeuge.

## Pferdestraßenbahn (1879–1934)
Auf der anderen Seite des Bassin d’Arcachon wurde durch eine private Bahngesellschaft im Jahre 1841 eine vollspurige Strecke von Bordeaux bis La Teste-de-Buch eröffnet, die 1857 bis Arcachon weitergeführt wurde. Mit dem zunehmenden Ausflugsverkehr gab es auch mehr und mehr Touristen, die per Boot nach Cap-Ferret übersetzten. Somit gab es ein Bedürfnis, die per Boot ankommenden Personen zu dem etwa 2 km entfernten Strand am Atlantik zu befördern.
Im Jahre 1879 wurde daher eine schmalspurige Bahn zwischen dem Anlegesteg und dem südlichen Ende der Halbinsel eröffnet. Später kam eine Abzweigung zum westlichen Ende der Halbinsel hinzu. Weiterhin wurden verschiedene Waldbahnstrecken zum Abtransport von Holz an das vorhandene System angeschlossen. Heute existiert nur noch die Strecke vom Anlegesteg im Osten zum Strand im Westen der Halbinsel. Alle anderen Strecken sind lange abgebaut. 1925 ersetzten Lokomotiven mit Benzinantrieb nach und nach die Pferdekraft. Etwa um 1936 wurde der Betrieb ganz eingestellt.

## Le petit train (1952–1989)
In den frühen 1950er Jahren wurde die Idee einer Bahnverbindung zwischen dem Anlegesteg am Bassin d’Arcachon und dem Strand am Atlantik wiederbelebt von Jacques Milet, der in Arcachon zur Kur weilte. Er war Eisenbahnfreund und kannte sich mit Schmalspurbahnen aus. Er kaufte noch vorhandene Bahnanlagen und baute eine Schmalspurbahn System Decauville, die die Halbinsel in Ost-West-Richtung durchquert.
Das Rollmaterial bestand aus offenen Sommerwagen, die von Dieselloks gezogen wurden, die wie Dampfloks verkleidet waren. Gefahren wurde nur in der warmen Jahreszeit. Der Betrieb wurde ohne Unterbrechung bis zum Tod des Gründers 1989 fortgesetzt.

### Rollmaterial des „Petit Train“
- 3 Loks von Schneider, Baujahr 1922, mit  Nr. 1, 2 und 3 bezeichnet (eingelagert)
- 1 Lok T50D von Billard, aus einer Holzschleiferei übernommen (eingelagert)
- 2 Loks der Diepholzer Maschinenfabrik, aus Deutschland übernommen

- 4 halboffene Wagen mit zwei Achsen
- 1 zweiachsiger Wagen mit Endplattform
- 1 zweiachsiger Wagen mit Mittelplattform
- 3 offene vierachsige Drehgestellwagen

## Straßenbahn Cap-Ferret seit 1989
Im Jahr 1989 nach dem Tod von Jacques Milet wurde der Betrieb von der Gemeinde übernommen, um den Weiterbetrieb zu sichern. Die Bahn war inzwischen touristisch zu wichtig, um sie erneut einzustellen. Das Rollmaterial wurde renoviert.
Die Strecke von 2 km wird in etwa 12 Minuten zurückgelegt. Die zulässige Höchstgeschwindigkeit beträgt 18 km/h. Von April bis September wird ein regelmäßiger Betrieb angeboten, außer im Falle von schlechtem Wetter. Fahrkarten sind am Schalter am östlichen Ende der Strecke oder beim Schaffner erhältlich. Während der französischen Schulferien wird in jeder Richtung etwa alle 30 – 40 Minuten gefahren und damit das maximal mögliche Fahrplanintervall ausgeschöpft. Außerhalb der Schulferien sind die Fahrten weniger zahlreich.
Zur Anwendung kommen die Dieselloks der Diepholzer Maschinenfabrik Fritz Schöttler und die aus den 1950er-Jahren stammenden, halboffenen Sommerwagen, die weder beleuchtet noch beheizt werden können. Lediglich eine Lautsprecheranlage für Durchsagen ist vorhanden. Eine durchgehende Druckluftleitung sorgt dafür, dass im Falle von Zugtrennungen der ganze Zug sofort anhält.
Das Depot befindet sich am Ende der Rue des Lauries. Die planmäßige Strecke biegt in einer leichten Linkskurve ab; das Depot liegt geradeaus. Einige zu überquerende, stärker befahrene Straßen werden durch Ampeln gesichert, die der Zug automatisch ein- und ausschaltet mit Blechen auf der Lok, die die entsprechenden Kontakte an der Strecke betätigen.
An den Endstationen ist jeweils ein Überholgleis vorhanden, damit die Lok umsetzen kann. Unmittelbar neben der Endstation am Plage de l’horizon sind mit Graffiti bemalte Reste des Atlantikwalls zu sehen.
Es sind Zwischenhaltestellen vorhanden, die nur mit einem Fahrplananschlag gekennzeichnet sind, also nicht über Wartehäuschen, Sitzbänke oder ähnliches verfügen. Zusteigende Personen müssen sich dem Lokführer rechtzeitig bemerkbar machen, Ausstiegswünsche sind dem Schaffner bei Beginn der Fahrt mitzuteilen. Vom Fahrpreis her sind die Zwischenstationen so kalkuliert, dass eine Sektion von einer zur nächsten Zwischenhaltestelle 1 EUR kostet. Im Alltag wird praktisch nie an den Zwischenstationen gehalten, da sich dort keine für Touristen interessanten Attraktionen befinden und die Bahn nahezu ausschließlich von Touristen benutzt wird.
Die Zahl der Fahrgäste beträgt im Durchschnitt ungefähr 30.000 pro Jahr.

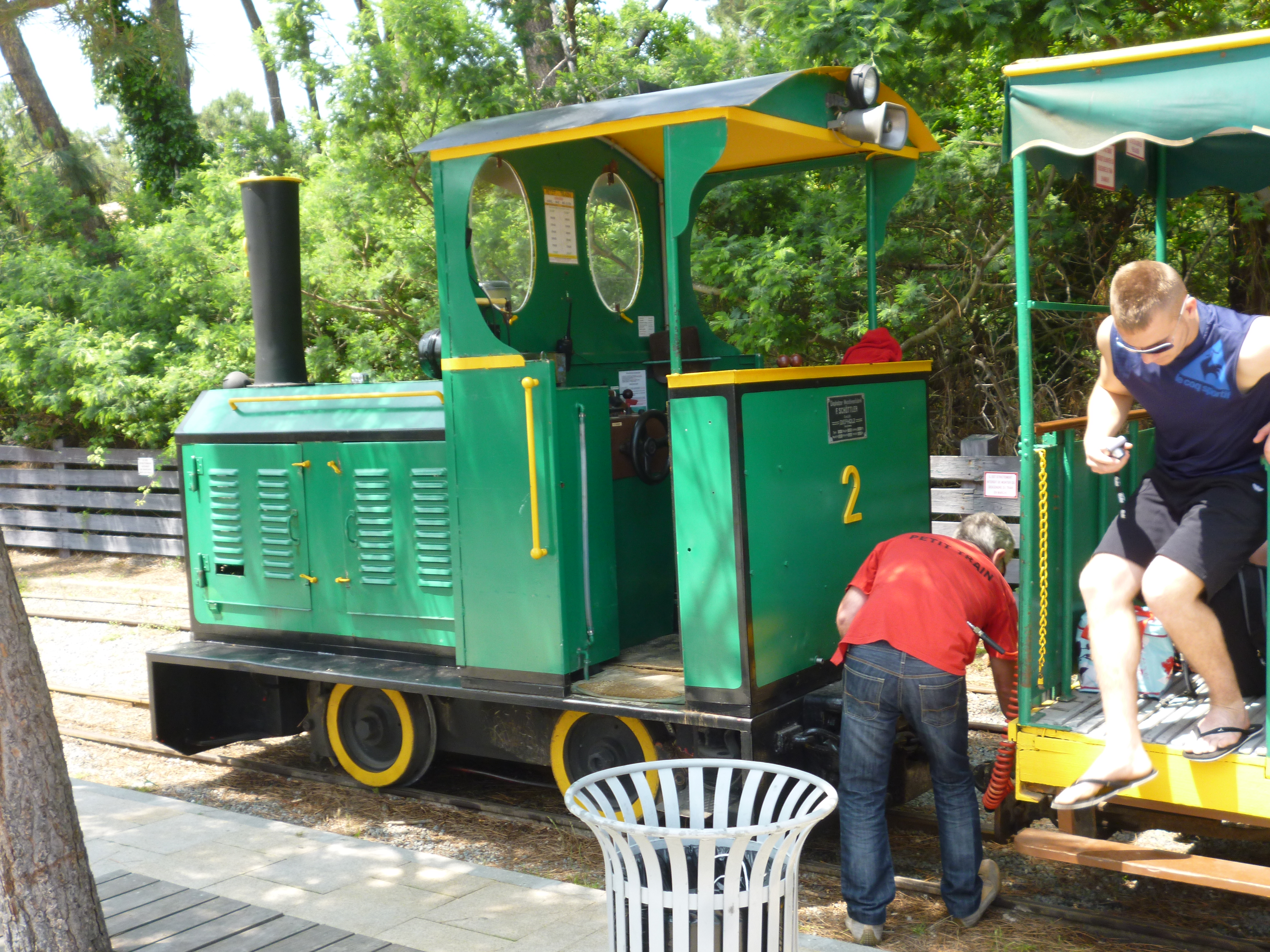
Lok wird angekuppelt
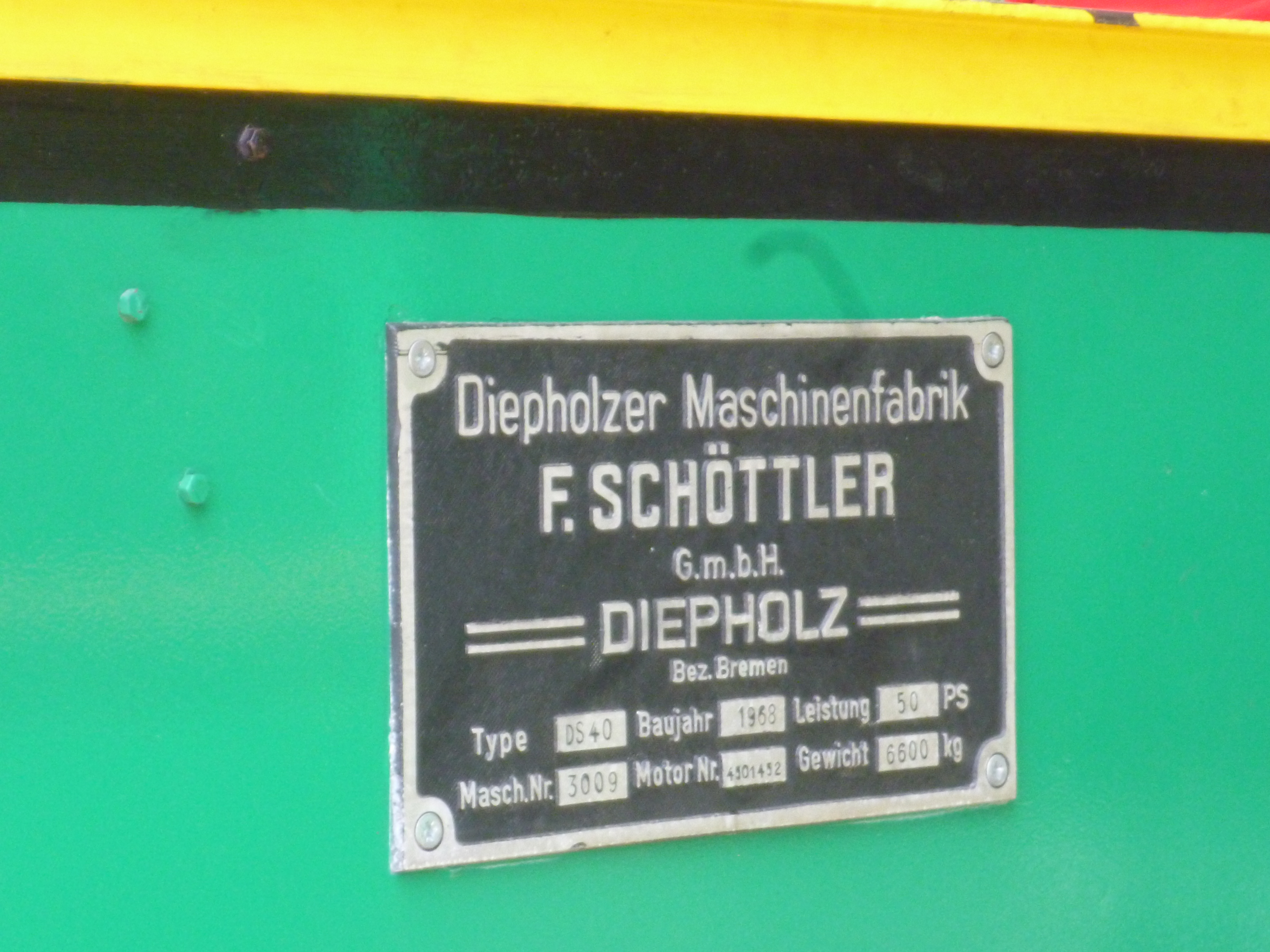
Typenschild an der Lok
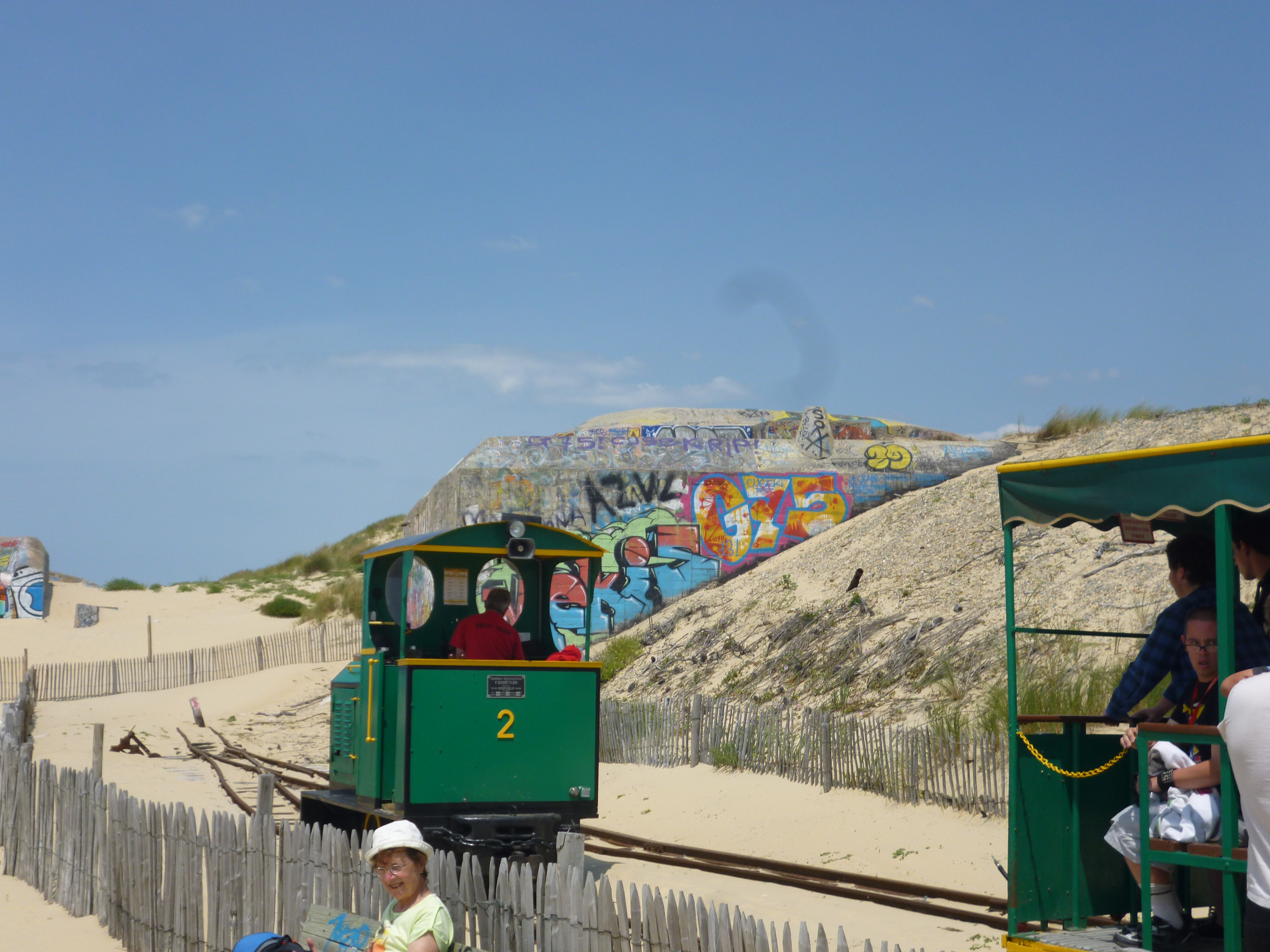
Westliche Endstation
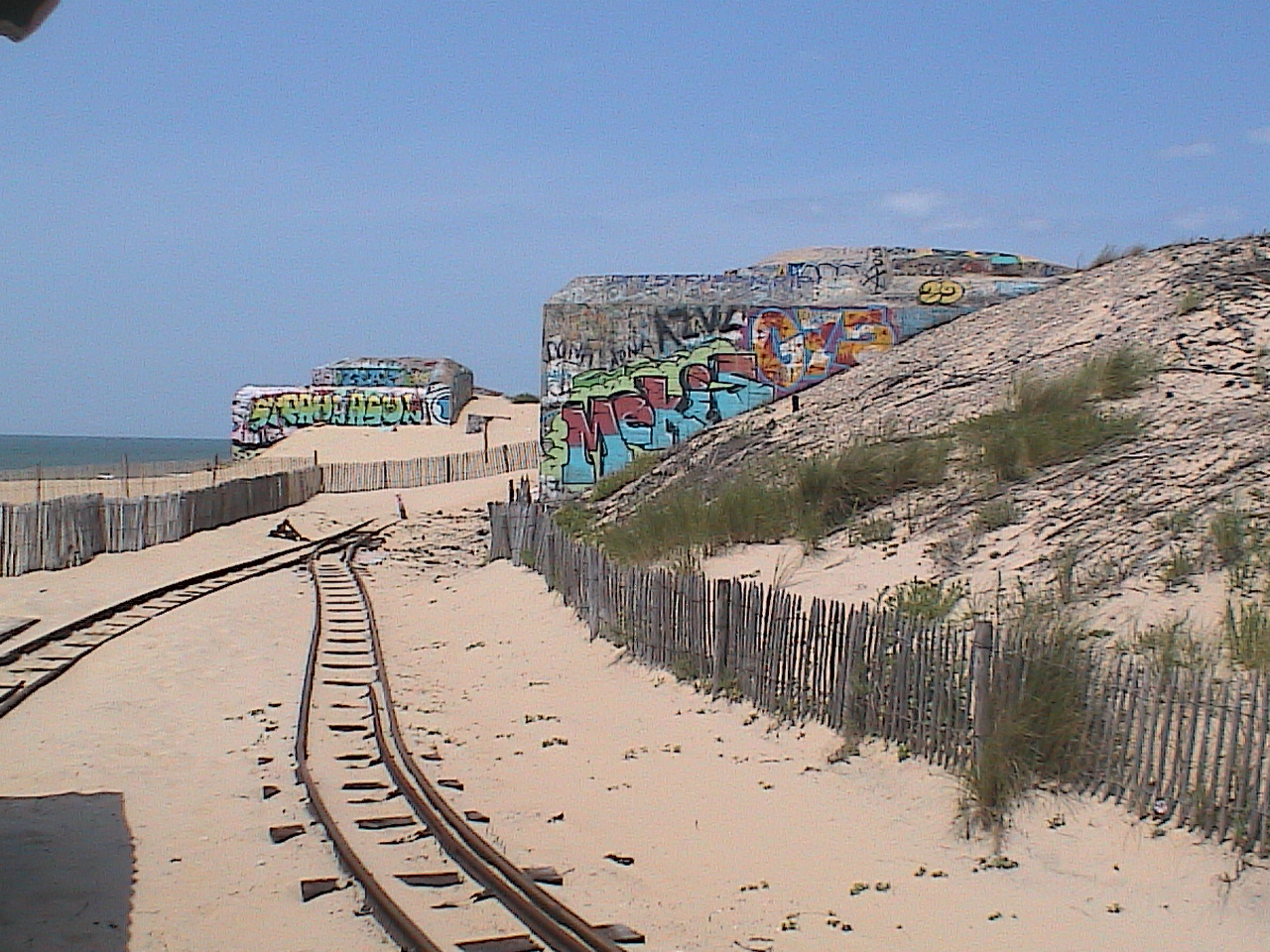
Umsetzgleis und Reste des Atlantikwalls